# 31975 Johndean
31975 Johndean este un asteroid din centura principală de asteroizi.

## Descriere
31975 Johndean este un asteroid din centura principală de asteroizi. A fost descoperit pe 28 aprilie 2000 la Socorro, New Mexico, în cadrul proiectului LINEAR. Asteroidul prezintă o orbită caracterizată de o semiaxă mare de 2,30 ua, o excentricitate de 0,13 și o înclinație de 5,9° în raport cu ecliptica.